# ستيف ليتل
ستيف ليتل (بالإنجليزية: Steve Little)‏ هو كاتب سيناريو وممثل أمريكي، ولد في 14 نوفمبر 1979.

## أعمال

### أفلام
- (2006) مقبول[4]
- (2009) الحقيقة البشعة[5]

### مسلسلات
- كيف قابلت أمكما

## وصلات خارجية
- ستيف ليتل على موقع IMDb (الإنجليزية)
- ستيف ليتل على موقع ألو سيني (الفرنسية)
- ستيف ليتل على موقع أول موفي (الإنجليزية)
- ستيف ليتل على موقع قاعدة بيانات الأفلام السويدية (السويدية)
- ستيف ليتل على موقع قاعدة بيانات الفيلم (الإنجليزية)
- ستيف ليتل على موقع كينوبويسك (الروسية)